# Mikroelektronika
A mikroelektronika mint fogalom a kis méretű, nagy integráltságú félvezetőkből felépített áramkörök gyártási technológiáját jelenti. A mikroelektronikai eszközöket a fotolitográfiának nevezett eljárással készítik. A normál elektronikai tervezés több eleme megvalósítható a mikroelektronikában is, például tranzisztorok, kapacitások, induktív fogyasztók, ellenállások, diódák és természetesen elektromos szigetelések és vezetékek mind megtalálhatók a mikroelektronikai berendezésekben.
A digitális integrált áramkörök főleg tranzisztorokból állnak. Az analóg áramkörök általában ellenállásokat és kapacitásokat is tartalmaznak. Induktív elemeket néhány nagyfrekvenciás analóg áramkörnél használnak, de általában nagy felületeket foglalnak el az integrált áramköröknél, ha kis frekvenciáknál alkalmazzák, girátorokkal lehet helyettesíteni.
A technika fejlődésével a mikroelektronikai alkatrészek méretei folyamatosan csökkennek. Kisebb méreteknél a lényegtelenebb áramköri elemek, mint például az összeköttetések hatása sokkal fontosabbá válik. Ezeket a hatásokat „parazita hatások”-nak nevezik, és a mikroelektronikát tervező mérnök célja, hogy megtalálja azokat a módszereket, melyekkel kompenzálni vagy minimalizálni tudja ezeket a hatásokat, miközben egyre kisebb, gyorsabb és olcsóbb eszközöket tervez. 
Jelentősége nagy mértékben megnőtt, az élet minden területén használt gépek és eszközök méretbeli drasztikus csökkenésével.
Felhasználási területei: informatikai és telekommunikációs eszközök, szórakoztató elektronika, gyártási technológiák vezérlése, önműködő gépek, járművek irányítása, működtetése.